# Eleutherascus cristatus
Eleutherascus cristatus är en svampart som beskrevs av Emden 1975. Eleutherascus cristatus ingår i släktet Eleutherascus och familjen Ascodesmidaceae.   Inga underarter finns listade i Catalogue of Life.